# Станешти (Бакау)
Станешти (рум. Stănești) насеље је у Румунији у округу Бакау у општини Мађирешти. Oпштина се налази на надморској висини од 460 m.

## Становништво
Према подацима из 2002. године у насељу је живело 914 становника, од којих су сви румунске националности.